# Theresa Stoll
Pour les articles homonymes, voir Stoll.
Theresa Stoll, née le 21 novembre 1995 à Munich, est une judokate allemande combattant dans la catégorie des moins de 57 kg.

## Palmarès

### Compétitions internationales
| Année | Compétition           | Lieu           | Résultat | Catégorie          |
| ----- | --------------------- | -------------- | -------- | ------------------ |
| 2016  | Championnats d'Europe | Kazan          | 3e       | Par équipes        |
| 2017  | Championnats d'Europe | Varsovie       | 2e       | Moins de 57 kg     |
| 2017  | Championnats d'Europe | Varsovie       | 3e       | Par équipes        |
| 2018  | Championnats d'Europe | Tel Aviv       | 2e       | Moins de 57 kg     |
| 2018  | Championnats d'Europe | Iekaterinbourg | 1er      | Par équipes mixtes |
| 2020  | Championnats d'Europe | Prague         | 3e       | Moins de 57 kg     |
| 2021  | Championnats du monde | Budapest       | 3e       | Moins de 57 kg     |
| 2021  | Jeux olympiques       | Tokyo          | 3e       | Par équipes mixtes |

### Tournois Grand Chelem et Grand Prix
| Année | Compétition  | Lieu       | Résultat | Catégorie      |
| ----- | ------------ | ---------- | -------- | -------------- |
| 2016  | Grand Chelem | Abu Dhabi  | 2e       | Moins de 57 kg |
| 2017  | Grand Prix   | Düsseldorf | 1re      | Moins de 57 kg |
| 2017  | Grand Prix   | La Haye    | 2e       | Moins de 57 kg |
| 2018  | Grand Prix   | Tbilisi    | 1re      | Moins de 57 kg |
| 2018  | Grand Prix   | Budapest   | 2e       | Moins de 57 kg |
| 2018  | Grand Prix   | Tachkent   | 1re      | Moins de 57 kg |
| 2019  | Grand Chelem | Brasilia   | 3e       | Moins de 57 kg |
| 2021  | Grand Chelem | Tachkent   | 3e       | Moins de 57 kg |
| 2021  | Grand Chelem | Kazan      | 3e       | Moins de 57 kg |